# Rata Blanca en vivo
Este es el primer DVD de Rata Blanca en el que figuran temas clásicos y nuevos para la época en el que se sacó su nuevo álbum El camino del fuego, este contiene un concierto en vivo y 4 videos realizados en la gira en este, hay dos versiones del DVD, una es DVD/CD y la otra es por separado, solo el DVD con el concierto y los vídeo clips y el CD con los audios del concierto por su parte.

## DVD

### Concierto
1. Intro
2. Lluvia púrpura
3. Días duros
4. Volviendo a casa
5. Abeja Reina
6. Cuando la Luz Oscurece
7. Señora Furia
8. Caballo Salvaje
9. Chico Callejero
10. La Canción del Guerrero
11. Guerrero del Arco Iris
12. Solo para Amarte
13. Los Ojos del Dragón
14. Mujer Amante
15. La leyenda del hada y el mago

### Video Clips
1. Guerrero del Arcoiris (Luna Park)
2. El Amo del Camino (Luna Park)
3. Volviendo a Casa
4. Solo para Amarte (Vivo en Obras)

## CD
1. Intro
2. Lluvia púrpura
3. Días duros
4. Volviendo a casa
5. Señora Furia
6. Caballo Salvaje
7. Chico Callejero
8. La Canción del Guerrero
9. Guerrero del Arco Iris
10. Solo para Amarte
11. Los Ojos del Dragón
12. Mujer Amante
13. La leyenda del hada y el mago

## Banda
- Walter Giardino - Guitarrista
- Adrián Barilari - Cantante
- Guillermo Sánchez - Bajista
- Fernando Scarcella - Baterista
- Hugo Bistolfi - Tecladista

- Datos: Q6100627